# Patxi Bolaños
Francisco «Patxi» Bolaños Carcelén (Durango, 24 de diciembre de 1961) es un exfutbolista español que jugaba como defensa.
En 1981 fue internacional en las categorías sub-19, sub-20 y sub-21 de la selección española. En 1983 se proclamó campeón de Liga con el Athletic Club, aunque sólo participó en dos encuentros.
En 2001 se incorporó como ojeador al Athletic Club, para posteriormente incorporarse a la secretaría técnica.

## Clubes
| Club                 | País   | Año       |
| -------------------- | ------ | --------- |
| Bilbao Athletic      | España | 1979-1981 |
| Athletic Club        | España | 1980-1985 |
| Bilbao Athletic      | España | 1983-1985 |
| Cádiz Club de Fútbol | España | 1985-1986 |
| U. E. Figueres       | España | 1986-1991 |

## Palmarés
| Título              | Club          | País   | Año  |
| ------------------- | ------------- | ------ | ---- |
| Liga española       | Athletic Club | España | 1983 |
| Liga española       | Athletic Club | España | 1984 |
| Copa del Rey        | Athletic Club | España | 1984 |
| Supercopa de España | Athletic Club | España | 1984 |